# 오쿠보 도모아키
오쿠보 도모아키(일본어: 大久保 智明, 1998년 7월 23일 ~ )는 일본의 축구 선수이다. 현재 우라와 레드 다이아몬즈에서 뛰고 있다.

## 경력
도쿄 베르디의 유소년 팀에서 축구를 시작하고 주오 대학에 진학했다. 2019년 우라와 레즈의 특별지명선수로 선발되어 입단이 내정되어 2021년 입단했다.

## 수상 내역

### 클럽
우라와 레드 다이아몬즈
- 천황배: 2021
- 슈퍼컵: 2022
- AFC 챔피언스리그: 2022[2][3]